# Belgranodeutsch
Als Belgranodeutsch wird das Gemisch aus deutscher und spanischer Sprache bezeichnet, das unter den Nachkommen deutscher Einwanderer in der argentinischen Hauptstadt Buenos Aires gesprochen wurde und teils immer noch wird. 
Die Herkunft des Begriffs geht auf den Stadtteil Belgrano zurück, in welchem Mitte des 20. Jahrhunderts sehr viele deutsche Auswanderer lebten. Die hier ansässige Pestalozzi-Schule (bis Anfang der 1990er Jahre auch die Goethe-Schule) legt mit ihrer zweisprachigen Ausrichtung einen Schwerpunkt auch auf die deutsche Sprache. 
Grundlage des Belgranodeutschen ist die deutsche Sprache, der einzelne spanische Begriffe beigemischt werden. Dabei kann es sich sowohl um Hauptwörter als auch um Verben oder Adjektive handeln. Verben werden dabei häufig im Sinne der deutschen Konjugation verwendet.
Beispiele:
- Leihst du mir mal deine goma? (Radiergummi)
- Traducierst du das mal? (traducir = übersetzen)
- Ich afeitiere mich jetzt (afeitarse = sich rasieren)
- Ich muss das areglieren (arreglar = in Ordnung bringen)

Durch das Belgranodeutsch haben sich einige deutsche Lehnwörter im Spanisch Argentiniens etabliert, wie z. B. das Wort Kuchen.